# Hydrocorella calcarea
Hydrocorella calcarea är en nässeldjursart som först beskrevs av Carter 1977.  Hydrocorella calcarea ingår i släktet Hydrocorella och familjen Hydractiniidae. Inga underarter finns listade i Catalogue of Life.